# Liste der Baudenkmäler in Hochstadt am Main
Auf dieser Seite sind die Baudenkmäler in der oberfränkischen Gemeinde Hochstadt am Main zusammengestellt. Diese Tabelle ist eine Teilliste der Liste der Baudenkmäler in Bayern. Grundlage ist die Bayerische Denkmalliste, die auf Basis des Bayerischen Denkmalschutzgesetzes vom 1. Oktober 1973 erstmals erstellt wurde und seither durch das Bayerische Landesamt für Denkmalpflege geführt wird. Die folgenden Angaben ersetzen nicht die rechtsverbindliche Auskunft der Denkmalschutzbehörde.
Diese Liste gibt den Fortschreibungsstand vom 19. August 2014 wieder und enthält 30 Baudenkmäler.

## Baudenkmäler nach Gemeindeteilen

### Hochstadt am Main
| Lage                                                                  | Objekt                                                                                                | Beschreibung | Akten-Nr.              | Bild                                                |
| --------------------------------------------------------------------- | --- | --- | ---------------------- | --------------------------------------------------- |
| Bahnhofstraße 3 (Standort)                                            | Stationsgebäude der ehemaligen Ludwig-Süd-Nord-Bahn                                                   | Zwei dreigeschossige Pavillonbauten über nahezu quadratischen Grundrissen mit Walmdach, zweigeschossiger Verbindungstrakt mit Satteldach, Quadermauerwerk aus Sandstein, im Kern 1849, heutiges Erscheinungsbild mit Erweiterungen von 1872 bis 1873 | D-4-78-127-36 Wikidata | Stationsgebäude der ehemaligen Ludwig-Süd-Nord-Bahn |
| Bundesstraße 173, Wasserschapfen, an der Straße nach Trieb (Standort) | Bildstock                                                                                             | Sandstein, Pfeiler mit vierseitigem Aufsatz, zweite Hälfte 14. Jahrhundert | D-4-78-127-5 Wikidata  | weitere Bilder                                      |
| Hauptstraße 10 (Standort)                                             | Kleinhaus                                                                                             | Eingeschossiger, traufständiger und verputzter Satteldachbau mit Stichbogenrahmen und Eckpilastern, 1873, Inneres Anfang 20. Jahrhundert, teilweise modernisiert                                                                                     | D-4-78-127-39          | Kleinhaus                                           |
| Hauptstraße 13 (Standort)                                             | Ehemaliges Amtshaus und Wirtshaus des Klosters Langheim, heute zum Bezirksklinikum Kutzenberg gehörig | Zweigeschossiger Sandsteinquaderbau mit Satteldach und Eckerkern, 1605, Südteil des Westflügels mit Walmdach, bezeichnet „1859“, mit Ausstattung, rückwärtige Sandsteinmauer der Vorgängerbebauung mit Toreinfahrt                                   | D-4-78-127-1 Wikidata  | weitere Bilder                                      |
| Hauptstraße 17 (Standort)                                             | Ehemaliges jüdisches Wohn- und Geschäftshaus                                                          | Zweigeschossiger, massiver Walmdachbau auf Sandsteinsockel, Putzfassade mit Eckpilastern, Sohlbankgesims und betonten Rahmen, im Stil des Spätklassizismus, von Johann Herzog, 1877                                                                  | D-4-78-127-38          | Ehemaliges jüdisches Wohn- und Geschäftshaus        |
| Hauptstraße 18 (Standort)                                             | Katholische Kuratiekirche Mariä Himmelfahrt                                                           | Chor 14. Jahrhundert, Turm und Langhaus 1922 nach Plänen von Chrysostomus Martin in gotisierenden Formen, mit Ausstattung | D-4-78-127-2 Wikidata  | weitere Bilder                                      |
| Hauptstraße 21 (Standort)                                             | Ehemalige Porzellanfabrik                                                                             | Dreigeschossiger Ziegelrohbau mit Satteldächern, 1902, 1922 erweitert | D-4-78-127-34 Wikidata | Ehemalige Porzellanfabrik                           |
| Hauptstraße 21 (Standort)                                             | Fabrikantenvilla                                                                                      | Eingeschossiger Satteldachbau, 1920 nach Plänen von Erich Dietz (Rudolstadt) | D-4-78-127-34 Wikidata | Fabrikantenvilla                                    |
| Hauptstraße 50 (Standort)                                             | Mühle                                                                                                 | Zweigeschossiger Walmdachbau, Fachwerkobergeschoss, frühes 18. Jahrhundert | D-4-78-127-3 Wikidata  | Mühle                                               |
| Mainwiesen, ca. 1 km östlich des Ortes (Standort)                     | Fischgrenzstein                                                                                       | Sandstein, wohl 1740 | D-4-78-127-8 Wikidata  | Fischgrenzstein                                     |
| Nähe Ringstraße, in der Ortsmitte an der Ringstraße (Standort)        | Kreuzstein                                                                                            | Sandstein, 16. Jahrhundert | D-4-78-127-7 Wikidata  | Kreuzstein                                          |
| Wasserschapfen, ca. 1 km nordwestlich des Ortes (Standort)            | Sockel und vierseitiger Aufsatz eines Bildstocks                                                      | Sandstein, um 1700 | D-4-78-127-6 Wikidata  | Sockel und vierseitiger Aufsatz eines Bildstocks    |

### Anger
| Lage               | Objekt   | Beschreibung                                                              | Akten-Nr.             | Bild     |
| ------------------ | -------- | ------------------------------------------------------------------------- | --------------------- | -------- |
| Anger 9 (Standort) | Wohnhaus | Zweigeschossiges Satteldachhaus mit Fachwerkobergeschoss, 18. Jahrhundert | D-4-78-127-9 Wikidata | Wohnhaus |

### Burgstall
| Lage                    | Objekt        | Beschreibung                                                                              | Akten-Nr.              | Bild          |
| ----------------------- | ------------- | ----------------------------------------------------------------------------------------- | ---------------------- | ------------- |
| Burgstall 1 (Standort)  | Wohnstallhaus | Zweigeschossig, mit Halbwalmdach, Fachwerkobergeschoss, 18. Jahrhundert                   | D-4-78-127-11 Wikidata | Wohnstallhaus |
| Burgstall 3 (Standort)  | Gasthaus      | Zweigeschossiger Walmdachbau aus Sandsteinquadern, spätes 18. Jahrhundert                 | D-4-78-127-12 Wikidata | Gasthaus      |
| Burgstall 8 (Standort)  | Wohnstallhaus | Zweigeschossig, mit Walmdach, Fachwerkobergeschoss, bezeichnet „1795“                     | D-4-78-127-14 Wikidata | BW            |
| Burgstall 10 (Standort) | Wohnstallhaus | Zweigeschossiges Wohnstallhaus mit Walmdach, Fachwerkobergeschoss, frühes 19. Jahrhundert | D-4-78-127-15 Wikidata | Wohnstallhaus |

### Obersdorf
| Lage                    | Objekt   | Beschreibung                                                   | Akten-Nr.              | Bild     |
| ----------------------- | -------- | -------------------------------------------------------------- | ---------------------- | -------- |
| Obersdorf 59 (Standort) | Wohnhaus | Zweigeschossiges Satteldachhaus, Fachwerk, 17./18. Jahrhundert | D-4-78-127-17 Wikidata | Wohnhaus |

### Reuth
| Lage                                                                | Objekt              | Beschreibung                                                                | Akten-Nr.              | Bild                |
| ------------------------------------------------------------------- | ------------------- | --------------------------------------------------------------------------- | ---------------------- | ------------------- |
| Reuth 5 (Standort)                                                  | Katholische Kapelle | Rechteckiger Putzbau mit Zeltdach und Dachreiter, 1. Hälfte 19. Jahrhundert | D-4-78-127-18 Wikidata | Katholische Kapelle |
| Reuth 6, am nördlichen Ortsausgang gegenüber der Kapelle (Standort) | Bildstock           | Sandstein, Säule mit vierseitigem Aufsatz, 18. Jahrhundert                  | D-4-78-127-19 Wikidata | Bildstock           |

### Thelitz
| Lage                                                  | Objekt                                          | Beschreibung                                                                                         | Akten-Nr.              | Bild                                            |
| ----------------------------------------------------- | ----------------------------------------------- | --- | ---------------------- | ----------------------------------------------- |
| Sonderung, am Abhang der Sonderung (Standort)         | Grenzsteine mit Wappen des Klosters Langheim    | Sandstein, bezeichnet „1697“                                                                         | D-4-78-127-27 Wikidata | Grenzsteine mit Wappen des Klosters Langheim    |
| Thelitz 3 (Standort)                                  | Wohnhaus                                        | Bauernhaus (jetzt Rückgebäude Altbau), zweigeschossig, Fachwerk 17./18. Jahrhundert                  | D-4-78-127-22 Wikidata | Wohnhaus                                        |
| Thelitz 3 (Standort)                                  | Wirtschaftsgebäude mit Backofen                 | 18. Jahrhundert                                                                                      | D-4-78-127-22 Wikidata | Wirtschaftsgebäude mit Backofen                 |
| Thelitz 5 (Standort)                                  | Wohnstallhaus                                   | Zweigeschossig, mit Satteldach, verkleidetes Fachwerk mit massivem Stallteil, 18./19. Jahrhundert    | D-4-78-127-23 Wikidata | Wohnstallhaus                                   |
| Thelitz 7 (Standort)                                  | Wohnstallhaus                                   | Zweigeschossig, mit Walmdach, Fachwerk mit massivem Stallteil, 18. Jahrhundert                       | D-4-78-127-24 Wikidata | Wohnstallhaus                                   |
| Thelitz 8 (Standort)                                  | Wohnstallhaus                                   | Zweigeschossig, mit Walmdach, Fachwerkobergeschoss, 19. Jahrhundert                                  | D-4-78-127-25 Wikidata | Wohnstallhaus                                   |
| Nähe Thelitz, ca. 100 m nördlich des Ortes (Standort) | Sockel und vierseitiger Aufsatz eine Bildstocks | Sandstein, 18. Jahrhundert                                                                           | D-4-78-127-26 Wikidata | Sockel und vierseitiger Aufsatz eine Bildstocks |
| Nähe Thelitz (Standort)                               | Katholische Kapelle                             | Sandsteinquaderbau mit Satteldach und Dachreiter, Fachwerkgiebel, bezeichnet „1826“, mit Ausstattung | D-4-78-127-21 Wikidata | Katholische Kapelle                             |

### Wolfsloch
| Lage                                                                    | Objekt        | Beschreibung                                                                      | Akten-Nr.              | Bild          |
| ----------------------------------------------------------------------- | ------------- | --------------------------------------------------------------------------------- | ---------------------- | ------------- |
| Burkheimer Straße 3 (Standort)                                          | Wohnstallhaus | Zweigeschossig, mit Walmdach, Fachwerkobergeschoss, bezeichnet „1808“             | D-4-78-127-29 Wikidata | Wohnstallhaus |
| Burkheimer Straße 8 (Standort)                                          | Wohnstallhaus | Zweigeschossig, mit Walmdach, Fachwerkobergeschoss, zweite Hälfte 18. Jahrhundert | D-4-78-127-28 Wikidata | Wohnstallhaus |
| Hochstadter Straße 1 (Standort)                                         | Wohnstallhaus | Eingeschossig, mit Frackdach, Fachwerkobergeschoss, bezeichnet „1824“             | D-4-78-127-31 Wikidata | Wohnstallhaus |
| Hochstadter Straße 13 (Standort)                                        | Wohnstallhaus | Zweigeschossig, mit Walmdach, Fachwerk, 18. Jahrhundert                           | D-4-78-127-30 Wikidata | Wohnstallhaus |
| Kreibitzen, 600 m östlich des Ortes am Weg zur Treibitzmühle (Standort) | Kreuzstein    | Spätmittelalterliche Sandsteinplatte                                              | D-4-78-127-33 Wikidata | Kreuzstein    |

## Ehemalige Baudenkmäler
In diesem Abschnitt sind Objekte aufgeführt, die früher einmal in der Denkmalliste eingetragen waren, jetzt aber nicht mehr. Objekte, die in anderem Zusammenhang also z. B. als Teil eines Baudenkmals weiter eingetragen sind, sollen hier nicht aufgeführt werden. Aktennummern in diesem Abschnitt sind ehemalige, jetzt nicht mehr gültige Aktennummern.

| Lage                                                             | Objekt          | Beschreibung | Akten-Nr.              | Bild |
| ---------------------------------------------------------------- | --------------- | --- | ---------------------- | ---- |
| Hochstadt Ringstraße 15 (Standort)                               | Sandsteinwappen | 1716 | D-4-78-127-4 Wikidata  | BW   |
| Anger am nördlichen Ortsrand ()                                  | Marter          | Sandsteinsäule, 18./19. Jahrhundert                                                                                                | D-4-78-127-10 Wikidata |      |
| Gruben Haus Nr. 45 ()                                            | Inschriftstein  | 1603 | D-4-78-127-16 Wikidata |      |
| Reuth am südwestlichen Ortsrand ()                               | Grenzstein      | Sandsteinquader, 16. Jahrhundert, im 18. Jahrhundert erneuert; nicht nachqualifiziert, im Bayerischen Denkmal-Atlas nicht kartiert | D-4-78-127-20 Wikidata |      |
| Wolfsloch 500 m südlich des Ortes als Bruchstücke in der Flur () | Marter          | Sandsteinpfeiler, frühes 18. Jahrhundert                                                                                           | D-4-78-127-32 Wikidata |      |